# Харікло
Харікло́ (грец. Chariklo) — 1) дочка Аполлона (або Океана), дружина кентавра Хірона; 2) німфа, мати віщуна Тіресія.